# Eugenia Pohl
Genowefa (Eugenia) Pohl; nach 1945 Eugenia Pol (* 23. Februar 1923 in Ozorków; † 2003 in Łódź) war eine deutsche Aufseherin und stellvertretende Leiterin im Jugendverwahrlager Litzmannstadt im Ghetto Litzmannstadt. Sie war wegen ihrer Brutalität bei den Kindern gefürchtet. In mehreren Prozessen wurde sie in den 1970er Jahren wegen Kriegsverbrechen von einem polnischen Gericht zu einer Haftstrafe von 25 Jahren verurteilt und 1989 entlassen.

## Leben

### Jugend und Tätigkeit als Aufseherin im Jugendverwahrlager
Genowefa Pohl war das zweite Kind des Maurers Jan Pohl und seiner Frau Janina und unverheiratet. Ihr Bruder Mieczyslaw war während des Zweiten Weltkriegs Wehrmachtssoldat und kämpfte an der Ostfront. Nach dem Besuch der Grundschule erlernte sie den Beruf einer Schneiderin. Von 1937 bis 1939 hielt sie sich in Dębach im Bezirk Tarnobrzeg auf und kehrte im September 1939 nach Łódź zurück.

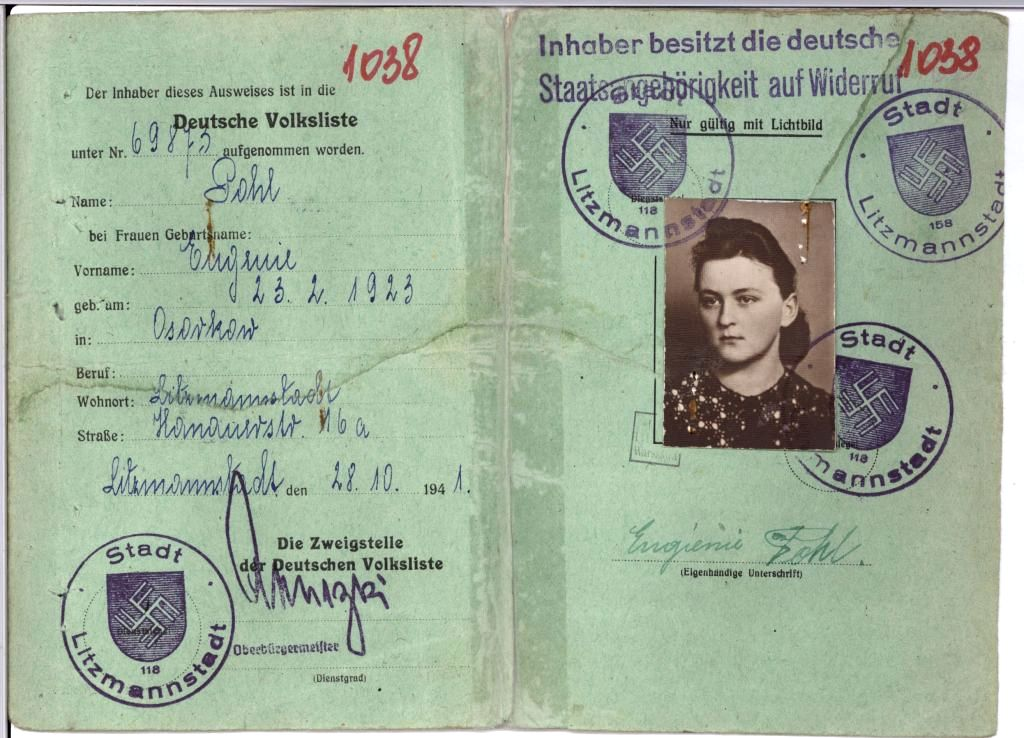
Ausweis der Deutschen Volksliste für Eugenia (Genowefa) Pohl

Nach der Besetzung von Łódź durch die deutsche Wehrmacht beantragte Genowefa Pohl im Juni 1940 die Aufnahme in der Deutschen Volksliste, die sie am 28. Oktober 1941 unter der Nummer 69873 erhielt. Ab diesem Zeitpunkt nannte sie sich Eugenia Pohl. Ihr Vater und ihr Bruder wurden ebenfalls im Oktober 1941 und ihre Mutter im April 1942 in die Deutsche Volksliste aufgenommen. 1942 nahm Pohl eine Stelle bei der Kriminalpolizei an und wurde als Aufseherin in das Jugendverwahrlager Litzmannstadt versetzt. Zwischen 1943 und 1944 übernahm sie einige Monate dieselbe Funktion in der Außenstelle Dzierżązna, kehrte dann nach Łódź zurück und arbeitete bis zum 18. Januar 1945 unter der Leiterin Sydonia Bayer als Aufseherin im Jugendverwahrlager. Weitere Aufseherinnen waren Maria Koster, Maria Linke, Olga Reichel, Helena Bidermann und Olga Schmidt. Im Lager war sie unter den Kindern wegen ihrer brutalen Behandlung gefürchtet.
Ein Kind erinnert sich:

### Nachkriegszeit und Prozesse
Am 18. Januar 1945 flüchtete sie vor der vorrückenden Roten Armee zusammen mit anderen Offizieren aus dem Lager und tauchte im Haus ihrer Familie unter. Auf nicht geklärte Weise – vermutlich mit Hilfe eines der Mitarbeiter des Registrierungsbüros – wurde sie am 5. Juni 1945 fälschlicherweise als Eugenia Poláwna (Pol) registriert – als Freiwillige der polnischen Armee. Auch das Dokument ihres Berufsnachweises wurde vernichtet. Dadurch konnte sie fast 25 Jahre lang unentdeckt in Łódź leben.
In den Jahren 1945–1946 absolvierte sie eine Verwaltungs- und Handelslehre in Łódź. Während dieser Zeit traf sie sich mit Kindern, die im ehemaligen Jugendverwahrlager inhaftiert waren und hielt den Kontakt mit anderen Lageraufsehern aufrecht. Im Januar 1949 wurde ihr und ihrer Familie von den Behörden vorgeworfen, die polnische Staatsangehörigkeit „verraten“ und mit den deutschen Besatzer kollaboriert zu haben, wurde aber freigesprochen, da ihr Vater laut dem polnischen Institut für Nationales Gedenken (IPN) ein vorbildlicher Arbeiter gewesen sei.
Pohl arbeitete zunächst in einem Büro und dann als Kindergärtnerin. Sie war Mitglied in zwei Sportvereinen und ab 1965 Mitglied des Verbandes der Kämpfer für Freiheit und Demokratie (ZBoWiD). Am 26. November 1962 legte sie einen Bericht über ihre Arbeit im Lager im Museum der Geschichte der Revolutionären Bewegung in Łódź vor. Sie leugnete nicht, Erzieherin in diesem Lager gewesen zu sein, behauptete aber, dass sie den Kindern nur geholfen habe. Die Regionalkommission zur Untersuchung von Naziverbrechen untersuchte ihren Fall genauer und der Provinzstaatsanwalt in Łódź, Zbigniew Piechota, ließ Pohl am 12. Dezember 1970 verhaften. Im September 1971 wurde gegen Pohl Anklage wegen Mordes an sechs inhaftierten Mädchen erhoben. Der Prozess dauerte bis März 1972. Wegen widersprüchlicher Zeugenaussagen und unzureichender Beweise ordnete das Gericht die erneute Überprüfung und die Ergänzung der Beweise an.  Bei einer weiteren Anklage im November 1973 wurde sie des Mordes an Kindern im Jugendverwahrlager angeklagt. Im Folgeprozess, der im März 1974 vor dem Woiwodschaftsgericht  in Łódź begann, wurde Pohl aufgrund von Indizien eine Mitschuld an den im Lager begangenen Verbrechen zugesprochen. Pohl räumte zwar eine Mitschuld ein, bestritt aber eine individuelle Schuld in Bezug auf den Tod von zwei Inhaftierten. Am 2. April 1974 wurde Pohl zu einer Haftstrafe von 25 Jahren und der Beschlagnahme ihres Eigentums verurteilt. Es war der letzte Prozess einer Person, die im Jugendverwahrlager tätig war. 1976 bestätigte der Polnische Oberste Gerichtshof das Urteil. 1989 wurde Eugenia Pohl wegen guter Führung vorzeitig aus dem Gefängnis entlassen und starb 2003 in Łódź.